# Hwang Ye-ji
Hwang Ye-ji (em coreano: 황예지; nascida em 26 de maio de 2000), mais conhecida como Yeji (em coreano: 예지), é uma cantora, rapper e dançarina sul-coreana. Ela é integrante e líder do girl group sul-coreano ITZY, formado pela JYP Entertainment em 2019.

## Carreira

### 2000–2018: início de carreira
Yeji nasceu em 26 de maio de 2000, em Jeonju-do. Em 2014, tornou-se membro do grupo de dança de Jeonju "Blue Rump (Jeonju Youth Dance Club)". Ela se tornou uma aluna na escola de dança Near Art Story no primeiro ano do ensino médio.
Em dezembro de 2015, ela fez um teste para a JYP Entertainment com a música "Like Ooh-Ahh" do girl group TWICE.
Apareceu pela primeira vez em agosto de 2016 no "JYP showcase". Em 2017, juntamente com as futuras integrantes de seu atual grupo (exceto Lia), apareceu no reality show da Mnet, Stray Kids, como parte da equipe feminina de pré-debut da JYP Entertainment. No final de 2018, ela se tornou participante do programa de sobrevivência "The Fan" da SBS, mas desistiu sem marcar pontos suficientes.

### 2019–presente: debut do ITZY
Em 21 de janeiro, um prólogo foi postado no canal oficial da JYP Entertainment no YouTube, onde todos os participantes foram exibidos em 28 de janeiro e 5 de fevereiro. O debut ocorreu no dia 12 de fevereiro com o single album "IT'z Different", dando vida ao primeiro hit "(달라달라) DALLA DALLA".

## Discografia

### Extended plays
| Título | Detalhes | Melhor posição no grafico | Vendas         |
| Título | Detalhes | KOR                       | Vendas         |
| ------ | --- | ------------------------- | -------------- |
| AIR    | - Lançamento: 10 março de 2025 - Gravadora: JYP, Republic Records - Formatos: CD, download digital, streaming | To be released            | To be released |

### Singles
| Título                                                                                    | Ano  | Melhores posições nas paradas | Álbum |
| Título                                                                                    | Ano  | KOR                           | Álbum |
| ----------------------------------------------------------------------------------------- | ---- | ----------------------------- | ----- |
| "Air"                                                                                     | 2025 | To be released                | AIR   |
| "—" denota lançamentos que não entraram nas paradas ou não foram lançados naquela região. |      |                               |       |

### Como artista convidada
| Ano  | Artista    | Canção                                        | Álbum                     |
| ---- | ---------- | --------------------------------------------- | ------------------------- |
| 2022 | Bebe Rexha | "Break My Heart Myself" (part. Yeji e Ryujin) | Adicionado à nenhum álbum |

### Créditos de composição
Todos os créditos das canções são adaptados do banco de dados da Korea Music Copyright Association, salvo indicação em contrário.
| Ano  | Artista | Canção                    | Álbum      | Letrista  | Letrista                                                      | Compositor | Compositor                                                      |
| Ano  | Artista | Canção                    | Álbum      | Creditada | Com                                                           | Creditada  | Com                                                             |
| ---- | ------- | ------------------------- | ---------- | --------- | ------------------------------------------------------------- | ---------- | --------------------------------------------------------------- |
| 2024 | ITZY    | "Crown On My Head (Yeji)" | Born To Be | Yes       | Jvde, Byeoldeului Jeonjaeng 2                                 | Yes        | Byeoldeului Jeonjaeng 1, Woo Bi, Pablo, Byeoldeului Jeonjaeng 2 |
| 2025 | Yeji    | "Air"                     | AIR        | Yes       | JY. Park "The Asiansoul", Beong Hye-hyeon, 3! (Lalala Studio) | Não        | N/A                                                             |